# Josef Adolf
Josef Adolf   (Velká Úpa, 14 de maig de 1898 - Viechtach, 30 de novembre de 1951) fou un esquiador de fons i de combinada nòrdica txecoslovac que va competir durant la dècada de 1920.
Durant la seva carrera esportiva va prendre part en els Jocs Olímpics d'Hivern de 1924 de Chamonix, on fou sisè en la prova de la combinada nòrdica. El 1925 guanyà la medalla de plata en la prova de la combinada nòrdica del primer Campionat del món d'esquí nòrdic.